# Plesiocleidochasma porcellanum
Plesiocleidochasma porcellanum is een mosdiertjessoort uit de familie van de Phidoloporidae. De wetenschappelijke naam van de soort is, als Lepralia porcellana, voor het eerst geldig gepubliceerd in 1860 door Busk.